# Pierre Joseph Georges Pigneau

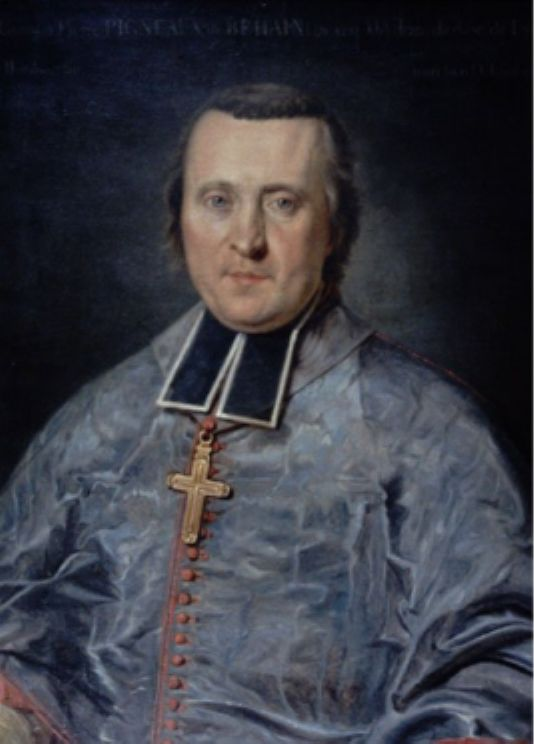
Pierre Joseph Georges Pigneau

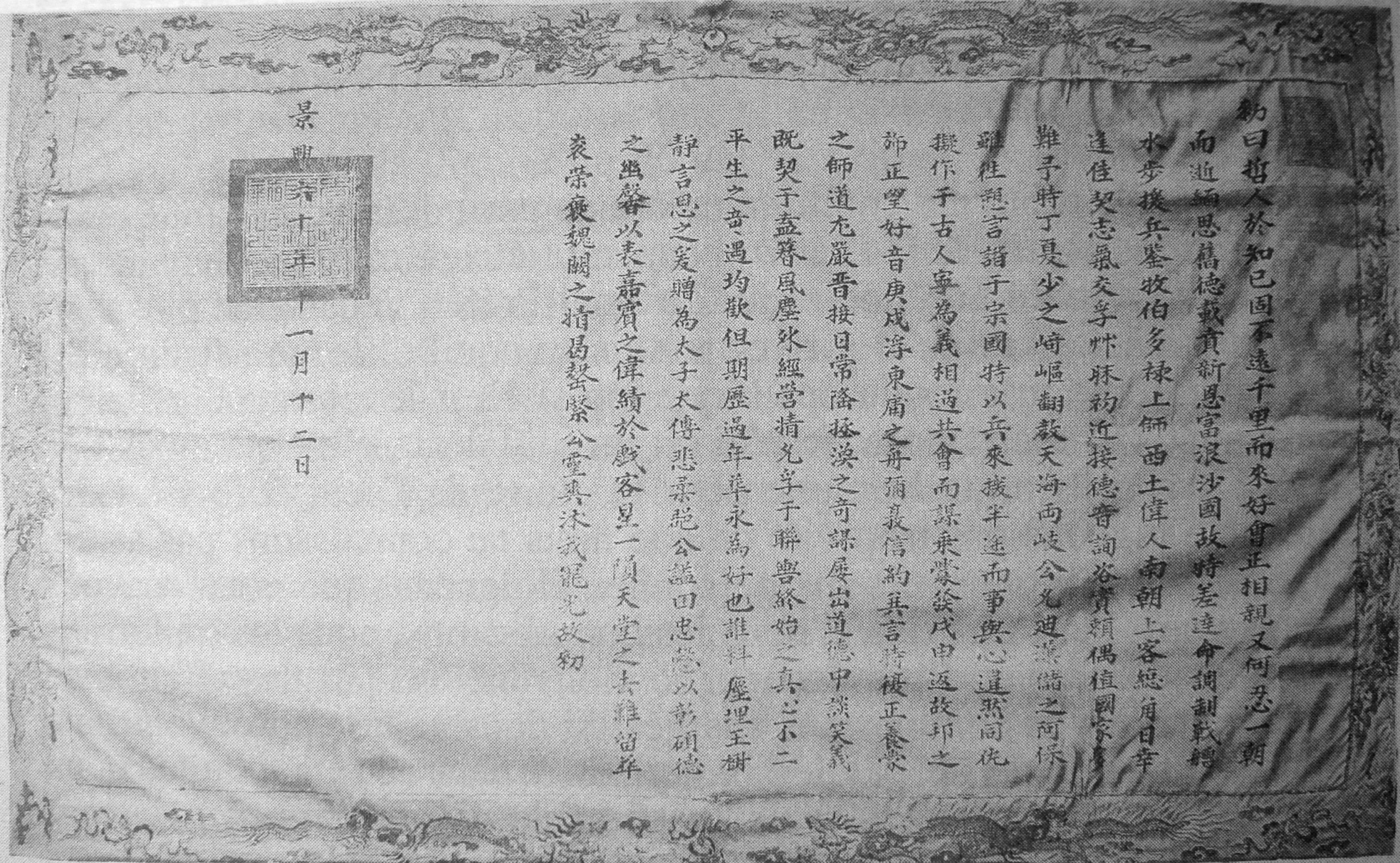
Kejsar Gia Longs hyllning till den avlidne biskop Pigneau de Béhaine från den 8 december 1799

Pierre Joseph Georges Pigneau, född den 2 november 1741 i Origny-en-Thiérache i Frankrike, död den 9 oktober 1799 i Qui Nhon i Vietnam, också känd som Pigneau de Béhaine eller Pierre Pigneaux, var en fransk romersk-katolsk biskop och missionär, mest känd för sin roll i att assistera Nguyen Anh (senare kejsar Gia Long) med att etablera Nguyendynastin i Vietnam efter upproret mot den kortlivade Tay Sơn-dynastin.
Pigneau de Béhaine tillhörde Det parisiska yttremissionssällskapet. Efter utbildning i Paris lämnade han Frankrike i december 1765. Han avreste från hamnen i Lorient för att arbeta i södra Vietnam. Han landade i Pondicherry den 21 juni 1766. Han satte direkt igång med att lära sig språket, i Alexandre de Rhodes fotspår.
Pigneau de Béhaine utnämndes till titulärbiskop och apostolisk vikarie av Cochinkina den 24 februari 1774. Biskopsvigningen ägde rum i São Tomé nära Madras. Därefter begav han sig till Macao för att rekrytera fler medhjälpare till sin verksamhet innan han återvände för att ta itu med sin missionsgärning i Vietnam. 
Pigneau de Béhaine bidrog till förbättringarna av det moderna skrivsättet för vietnamesiskan med sin annamittisk-latinska ordbok från 1783, som i manuskriptform överlämnades till msgr. Jean-Louis Taberd som 1838 publicerade sin vietnamesisk-latinska/latinsk-vietnamesiska ordbok, i Serampore i Indien.